# Spermacoce terminaliflora
Spermacoce terminaliflora là một loài thực vật có hoa trong họ Thiến thảo. Loài này được R.D.Good miêu tả khoa học đầu tiên năm 1927.